# Cyrtodactylus chumuensis
Cyrtodactylus chumuensis — вид ящірок з родини геконових (Gekkonidae). Описаний у 2023 році.

## Таксономія
Cyrtodactylus chungi є частиною видового комплексу Cyrtodactylus irregularis.

## Поширення
Ендемік В'єтнаму. Відомий лише у типовому місцезнаходженні — на схилах гори Чуму в провінції Даклак.